# Réseaux antagonistes génératifs
Pour les articles homonymes, voir Gan.
En intelligence artificielle, les réseaux antagonistes génératifs (RAG) parfois aussi appelés réseaux adverses génératifs (en anglais generative adversarial networks ou GANs) sont une classe d'algorithmes d'apprentissage non supervisé. Ces algorithmes ont été introduits par Goodfellow et al. 2014. Ils permettent de générer des images avec un fort degré de réalisme.
Un GAN est un modèle génératif où deux réseaux de neurones sont placés en compétition dans un scénario de théorie des jeux. Le premier réseau est le générateur, il génère un échantillon (ex. une image), tandis que son adversaire, le discriminateur essaie de détecter si un échantillon est réel ou bien s'il est le résultat du générateur. Ainsi, le générateur est entraîné avec comme but de tromper le discriminateur. L'apprentissage peut être modélisé comme un jeu à somme nulle.
L'apprentissage de ces réseaux est difficile en pratique, avec des problèmes importants de non convergence.

## Histoire
L'invention du concept actuel et son implémentation dans un prototype auraient eu lieu à Montréal, en 2014, lors d'une sortie au restaurant, par Ian Goodfellow. Ses confrères doctorants célébraient leur diplôme et lui demandèrent assistance pour résoudre un problème de synthèse d'image.

Schéma de comment un GAN fonctionne.

## Mathématiques
Un GAN classique est basée sur un jeu à somme nulle entre 2 joueurs : générateur et discriminateur. Le jeu est défini sur un espace de probabilité {\displaystyle (\Omega ,{\mathcal {B}},\mu _{r})}. L'ensemble de stratégies du générateur est l'ensemble de toutes les mesures de probabilité {\displaystyle \mu _{G}} sur {\displaystyle (\Omega ,{\mathcal {B}})}, et l'ensemble de stratégies du discriminateur est l'ensemble des fonctions mesurables {\displaystyle D:\Omega \to [0,1]}.
L'objectif du jeu est le suivant :{\displaystyle L(\mu _{G},D):=\mathbb {E} _{x\sim \mu _{ref}}[\ln D(x)]+\mathbb {E} _{x\sim \mu _{G}}[\ln(1-D(x))].} Le générateur vise à le minimiser, tandis que le discriminateur vise à le maximiser.
Un théorème de base du GAN stipule que :
Théorème (Le discriminateur optimal correspond à la divergence de Jensen-Shannon) — Pour toute stratégie fixée du générateur {\displaystyle \mu _{G}}, soit la réponse optimale {\displaystyle D^{*}=\arg \max _{D}L(\mu _{G},D)}, alors :
{\displaystyle {\begin{aligned}D^{*}(x)&={\frac {d\mu _{r}}{d(\mu _{r}+\mu _{G})}}\\L(\mu _{G},D^{*})&=2D_{JS}(\mu _{r};\mu _{G})-2\ln 2,\end{aligned}}}
où la dérivée est la dérivée de Radon–Nikodym, et {\displaystyle D_{JS}} est la divergence de Jensen–Shannon (en).
Il suffit alors de répéter ce jeu plusieurs fois, à chaque fois avec le générateur se déplaçant en premier suivi par le discriminateur. Chaque fois que le générateur {\displaystyle \mu _{G}} change, le discriminateur doit s'adapter en se rapprochant de l'idéal :{\displaystyle D^{*}(x)={\frac {d\mu _{r}}{d(\mu _{r}+\mu _{G})}}.}Puisque nous sommes vraiment intéressés par {\displaystyle \mu _{r}}, la fonction discriminatrice {\displaystyle D} est en soi plutôt inintéressante. Elle suit simplement le rapport de vraisemblance entre la distribution du générateur et la distribution de référence. À l'équilibre, le discriminateur ne fait que produire {\displaystyle {\frac {1}{2}}} constamment, ayant renoncé à tenter de percevoir une quelconque différence. En pratique, le générateur ne pourrait jamais atteindre l'imitation parfaite, et le discriminateur serait donc motivé pour percevoir la différence, ce qui lui permet d'être utilisé pour d'autres tâches, telles que la classification d'ImageNet sans supervision.
Concrètement, dans un GAN, si on a un générateur {\displaystyle \mu _{G}}, et un discriminateur qu'on améliore pas à pas, dénoté pour l'étape {\displaystyle t} {\displaystyle \mu _{D,t}}; alors nous avons (idéalement) que :{\displaystyle L(\mu _{G},\mu _{D,1})\leq L(\mu _{G},\mu _{D,2})\leq \cdots \leq \max _{\mu _{D}}L(\mu _{G},\mu _{D})=2D_{JS}(\mu _{r}\|\mu _{G})-2\ln 2,} nous voyons donc que le discriminateur est en fait une limite inférieure {\displaystyle D_{JS}(\mu _{r}\|\mu _{G})}.

## En art
A partir de 2016, l'artiste Grégory Chatonsky utilise des GAN pour générer des peintures abstraites ainsi que des dessins qui seront exposés lors de l'exposition  Drawing after Digital à la galerie XPO à Paris. Le collectif d'artistes français Obvious utilise les GANs comme outils de création artistique[réf. nécessaire]. Les GANs génèrent une image fictive à partir d'une sélection d'images présentant des caractéristiques visuelles communes. Par la suite, l'image est améliorée, redéfinie pour être imprimée. La signature de leurs œuvres se caractérise par une formule mathématique indiquant la collaboration entre la technologie (associée à l'intelligence artificielle) et le processus artistique humain. Une de leurs œuvres, intitulée Portrait d'Edmond de Belamy, possiblement en l'honneur de Ian Goodfellow (dont le nom peut se traduire par « Bon ami »), a été vendue 432 500 $ en octobre 2018. Le directeur de l'Institut des Carrières Artistiques (ICART) en France, Nicolas Laugero Lasserre, commente : « Leurs créations, sorte de collaboration entre l’humain et l’intelligence artificielle, marquent une césure et une prise de conscience dans l’histoire de l’art. »
Au Japon, la société DataGrid utilise les réseaux antagonistes génératifs afin de générer des images de corps humains entiers.
En Espagne, l'artiste et programmeur Mario Klingemann utilise lui aussi les GANs dans sa démarche de création artistique avec son projet My Artificial Muse.,
De même, l'artiste Emmanuel Guez utilise les GANs pour alimenter une série de portraits pour son projet Photo_ID.,
Le groupe allemand Lindemann utilise les GANs pour le clip vidéo de Ich weiß es nicht.
L'utilisation de ces algorithmes en art peut être associé à un courant nommé le « GANisme ».[réf. souhaitée]

## Pour la recherche
En Russie, l'Institut de physique et de technologie de Moscou développe des GANs qui seraient capables de découvrir de nouvelles structures moléculaires dans le cadre de la recherche pharmaceutique. Ils seraient employés pour exploiter au mieux les propriétés spécifiques de molécules utilisées pour la fabrication de médicaments. L'existence de cette technologie pourrait apporter pour la recherche un gain de temps et de coûts, et améliorer l'efficacité ou réduire les effets secondaires de certains médicaments comme l'aspirine. Sur le principe, les informations sur des composés aux propriétés médicinales reconnues sont intégrées dans le Generative Adversarial Autoencodeur, une extension du GAN, ajusté pour faire ressortir ces mêmes données.
Artur Kadurin, programmeur pour le groupe Mail.ru et conseiller indépendant chez Insilico Medecine, une entreprise américaine, annonce que : « Les GAN sont vraiment la ligne de front des neurosciences. Il est clair qu'ils peuvent être utilisés pour une gamme de tâches plus large que la génération d'images et de musique. Nous avons testé cette approche avec la bio-informatique et obtenu d'excellents résultats. »
Cependant, bien que des progrès aient été notés dans l'apprentissage de ces GANs et qu'ils puissent apporter une meilleure compréhension en biologie et chimie, leur utilisation dans des essais cliniques n'est pas encore fiable.$

## Variantes
Il existe plusieurs variantes.

### Wasserstein
Une des variantes plus populaire est celle utilisant la distance de Wasserstein pour donner les réseaux antagonistes génératifs de Wasserstein.